# Ophisma lunulifera
Ophisma lunulifera är en fjärilsart som beskrevs av Walker 1865. Ophisma lunulifera ingår i släktet Ophisma och familjen nattflyn. Inga underarter finns listade i Catalogue of Life.